# سلهاك
سلهاك هي حركة إصلاح اجتماعية كونفشيوسية خلال أواخر عهد مملكة جوسون في كوريا. كلمة سِل (실) تعني «الحقيقي» أو «العملي»، وكلمة هاك (학) تعني «الدراسات» أو «التعليم». نشأت الحركة رداً على الطبيعة الكونفشيوسية الجديدة (성리학) والتي لم تواكب التغير الزراعي والصناعي والسياسي المتسارع في أواخر عهد المملكة منذ القرن السابع عشر وحتى التاسع عشر. شُكلت الحركة لتكون متركزة على متابعة التعاليم الكونفشيوسية غير الحرجة والالتزام التام بالشكليات والشعائر الخاصة بالكونفشيوسية الجديدة. أغلب علماء سلهاك كانوا من فصائل سياسية أبعدت عن السلطة وعلماء لم يتأثروا ولكنهم طالبوا بالإصلاحات. دعا هؤلاء العلماء إلى اتباع الطرق التجريبية في الكونفشيوسية والتي تهتم بالمجتمع الإنساني على المستوى العملي.
أنصار هذه الحركة طالبوا إصلاح بنية المجتمع الكونفشيوسي الصارمة، وإصلاح عملية توزيع الأراضي للتخفيف من معاناة الفلاحين، وتعزيز الهوية والثقافة الوطنية وتشجيع الدراسة العلمية والتبادل العلمي مع الدول الأجنبية. أراد علماء سلهاك أن يسلكوا نهج الواقعية والتجريب لحل المشاكل الاجتماعية وإراحة الشعب. شجع علماء سلهاك أيضاً المساواة بين البشر وأصبحوا يركزون على مركزية التاريخ الكوري. يعود الفضل لمدرسة سلهاك في إيجاد كوريا الحديثة.